# Siêu cúp bóng đá Đông Nam Á – Đông Á
Siêu cúp bóng đá Đông Nam Á – Đông Á (tiếng Anh: AFF–EAFF Champions Trophy) là một giải đấu bóng đá được tổ chức hai năm một lần bởi Liên đoàn bóng đá Đông Nam Á (AFF) và Liên đoàn bóng đá Đông Á (EAFF), bắt đầu từ năm 2019. Giải đấu này diễn ra dưới hình thức một trận đấu duy nhất giữa đội vô địch của Giải vô địch bóng đá Đông Nam Á (Cúp AFF) và đội vô địch của Giải vô địch bóng đá Đông Á (Cúp EAFF E-1) của mùa giải liền kề phía trước.
Đại diện của Đông Nam Á và Đông Á sẽ lần lượt đăng cai giải đấu này, trong đó đội chủ nhà của mùa đầu tiên vào năm 2019 là đội bóng đến từ AFF. Hai đội đương kim vô địch tương ứng là Việt Nam và Hàn Quốc dự kiến sẽ gặp nhau trong trận đấu đầu tiên vào ngày 26 tháng 3 năm 2019 tại Hà Nội, Việt Nam, nhưng đã bị hoãn nhiều lần và cuối cùng không thể tổ chức.
Ý tưởng thành lập giải đấu liên vùng Đông Nam Á - Đông Á được lãnh đạo AFF đưa ra với mục đích tăng cường hợp tác, tiếp cận và học hỏi kinh nghiệm từ các nền bóng đá phát triển của Đông Á như Nhật Bản, Hàn Quốc, Trung Quốc. Giải đấu được tổ chức theo Lịch thi đấu Trận đấu Quốc tế của FIFA.

## Các địa điểm thi đấu
- 2020: Sân vận động Quốc gia Mỹ Đình, Hà Nội, Việt Nam
- 2022: Sân vận động Quốc gia Nhật Bản, Tokyo, Nhật Bản
- 2025: Sân vận động Quốc gia Bukit Jalil, Kuala Lumpur, Malaysia

## Kết quả
| Năm  | Nước đăng cai | Địa điểm                                        | Chung kết     | Chung kết     | Chung kết     |
| Năm  | Nước đăng cai | Địa điểm                                        | Vô địch       | Tỷ số         | Á quân        |
| ---- | ------------- | ----------------------------------------------- | ------------- | ------------- | ------------- |
| 2020 | Việt Nam      | Sân vận động Quốc gia Mỹ Đình, Hà Nội           | Hủy bỏ        | Hủy bỏ        | Hủy bỏ        |
| 2022 | Nhật Bản      | Sân vận động Quốc gia Nhật Bản, Tokyo           | Không tổ chức | Không tổ chức | Không tổ chức |
| 2025 | Malaysia      | Sân vận động Quốc gia Bukit Jalil, Kuala Lumpur |               |               |               |

## Các đội giành quyền tham dự
| Năm  | Đội giành quyền tham dự | Đội giành quyền tham dự |
| Năm  | Vô địch Cúp AFF         | Vô địch Cúp EAFF E-1    |
| ---- | ----------------------- | ----------------------- |
| 2020 | · Việt Nam (2018)       | · Hàn Quốc (2017)       |
| 2022 | · Thái Lan (2022)       | · Nhật Bản (2022)       |
| 2025 | · Việt Nam (2024)       |                         |